# 斯洛伐克郵政
斯洛伐克郵政（Slovenská pošta），是斯洛伐克的一家國有郵政企業，成立於1993年1月1日，並在2004年10月1日改製為國有公司。斯洛伐克郵政的前身是捷克斯洛伐克郵政，在斯洛伐克全國運營有超過1500家郵局。總部位於班斯卡-比斯特里察。

## 外部連結
- 官方网站